# Kieran Schulze-Marmeling
Kieran Johannes Schulze-Marmeling (* 6. Mai 1989 in Newry) ist ein ehemaliger deutscher Fußballspieler und heutiger Fußballtrainer.

## Sportlicher Werdegang
Schulze-Marmeling spielte während seiner aktiven Karriere als Spieler ausschließlich bei Vereinen der Stadt Münster, darunter als Ersatztorwart von Preußen Münster, wobei er jedoch lediglich für die U19-Mannschaft auf Pflichtspieleinsätze kam. Aufgrund fehlender Perspektive im professionellen Fußball begann Schulze bereits parallel zur Karriere im unterklassigen Amateurbereich bei seinem Heimatverein TuS Altenberge 2014 seine Tätigkeit als Co-Trainer der A-Junioren von Preußen Münster und übernahm 2016 das Amt des mitspielenden Co-Trainers bei der U23-Mannschaft unter Sören Weinfurtner. Zwischenzeitlich im Scouting tätig, rückte er Anfang Dezember 2019 erstmals als Trainerassistent von Arne Barez zur Profimannschaft auf, als dieser interimistisch die Zeit nach der Entlassung Sven Hübschers bis zur Verpflichtung von Sascha Hildmann zum Jahreswechsel überbrückte. 2021 übernahm er den Posten des Cheftrainers der U23-Mannschaft sowie zwei Jahre später parallel die Position als zweiter Co-Trainer der Profimannschaft.
Im Zuge der Entlassung Hildmanns als Cheftrainer kurz vor Ende der Zweitliga-Spielzeit 2024/25 übernahm Schulze-Marmeling bei Preußen Münster Ende April 2025 zusammen mit Christian Pander als Teamchef und dem mittlerweile zum Leiter des Nachwuchsabteilung aufgestiegenen Weinfurtner als Co-Trainer interimsweise die Leitung der Profimannschaft des Zweitligisten. Der Aufsteiger war zuvor auf einen direkten Abstiegsplatz abgerutscht, sicherte sich jedoch nach sieben Punkten aus den letzten drei Spielen den Klassenerhalt. Anschließend wurde Alexander Ende als neuer Cheftrainer verpflichtet, womit Schulze-Marmeling aus dem Trainerstab der Profimannschaft ausschied und sich ausschließlich auf die Aufgabe als Cheftrainer der zweiten Mannschaft konzentrierte.

## Familie
Kieran Schulze-Marmeling ist der Sohn des Autors Dietrich Schulze-Marmeling.